# Australia en los Juegos Paralímpicos de Geilo 1980
Australia estuvo representada en los Juegos Paralímpicos de Geilo 1980 por dos deportistas masculinos. El equipo paralímpico australiano no obtuvo ninguna medalla en estos Juegos.